# Vooronderzoek (hoorspel)
Vooronderzoek is een hoorspel van Wolfgang Graetz. Thérèse Cornips vertaalde het en de NCRV zond het uit op vrijdag 6 december 1968. De regisseur was Wim Paauw. Het hoorspel duurde 10 minuten. Het werd uitgezonden na een ander kort hoorspel, Het verraad.

## Rolbezetting
- Huib Orizand (rechter-commissaris)
- Cees van Ooyen (Meyer)
- Hans Karsenbarg (raadsman)
- Hans Veerman (Müller)
- Dries Krijn (officier van justitie)

## Inhoud
Het Duitse hoorspel speelt zich af in de rechtszaal, maar de vertaalster maakte er de Kamer van de Rechter-Commissaris van, omdat dit meer overeenstemt met de Nederlandse wijze van werken bij een vooronderzoek, waarbij alles draait om subjectieve en objectieve waarnemingen. Het is een koele registratie van een verhoor, waarbij de schuldvraag een twijfelachtige blijkt te zijn…